# Finn Taylor
Finn Taylor (Oakland, 4 luglio 1958) è un regista statunitense.

## Filmografia

### Regista
- Un sogno in fondo al mare (Dream with the Fishes) (1997)
- Cherish (2002)
- The Darwin Awards - Suicidi accidentali per menti poco evolute (The Darwin Awards) (2006)
- Unleashed (2016)
- Avenue of the Giants (2023)

### Sceneggiatore
- Pontiac Moon, regia di Peter Medak (1994)
- Un sogno in fondo al mare (Dream with the Fishes) (1997)
- Cherish (2002)
- The Darwin Awards - Suicidi accidentali per menti poco evolute (The Darwin Awards) (2006)
- Unleashed (2016)
- Avenue of the Giants (2023)

### Attore
- The Ice House, regia di Tim Fywell - film TV (1993)
- The Butler's in Love, regia di David Arquette (2008)